# Bivalve (Californie)
Pour les articles homonymes, voir Bivalve (homonymie).
Bivalve est une communauté non incorporée du comté de Marin en Californie, au nord-est de Point Reyes.
Bivalve a été fondée par la Pacific Oyster Company en 1907.